# Моррис, Уэйн
Уэйн Моррис (англ. Wayne Morris), имя при рождении Берт Де Уэйн Моррис (англ. Bert De Wayne Morris; 17 февраля 1914 — 14 сентября 1959) — американский актёр кино и телевидения 1930—1950-х годов, известный также как заслуженный военный лётчик времён Второй мировой войны.
За время своей карьеры Моррис сыграл в таких фильмах, как «Кид Галахад» (1937), «Мне нужны крылья» (1941), «Улыбающийся призрак» (1941), «Глубокая долина» (1947), «Голос черепахи» (1947), «Время твоей жизни» (1948), «Спецотряд» (1949), «Охранник дилижансов» (1954), «Тропы славы» (1957) и «Дорогой воровства» (1957).

## Ранние годы и начало карьеры
Уэйн Моррис, имя при рождении Берт Де Уэйн Моррис, родился 17 февраля 1914 года в Лос-Анджелесе, Калифорния (согласно другим источникам, он родился в Пасадене, Калифорния).
Моррис учился в Городском колледже Лос-Анджелеса (англ. Los Angeles City College), где входил в команду по американскому футболу, затем работал лесным рейнджером. Вернувшись в родной колледж, он стал изучать там актёрское мастерство, а также проходил стажировку и начал работать в Театре Пасадены.
В 1936 году Моррис успешно прошёл экранные пробы, после чего студия Warner Bros. заключила с ним контракт. В том же году он дебютировал на экране в небольшой роли штурмана клиппера в приключенческой мелодраме «Китайский клиппер» (1936) с участием Пэта О’Брайена и Хамфри Богарта.
Светловолосый, с открытым лицом, Моррис идеально подходил на роли парня по соседству. Исходя из внушительных физических данных актёра, в 1937 году студия дала Моррису заглавную роль молодого перспективного боксёра в драме высшего уровня «Кид Галахад» (1937) с участием таких звёзд, как Эдвард Робинсон, Хамфри Богарт и Бетт Дейвис. Как отметил историк кино Фрэнк Миллер, после выхода на экраны «фильм стал хитом как у критиков, так и у зрителей, многие из которых были восхищены профессионализмом Робинсона и Дейвис, и обратили внимание на Морриса как на яркий молодой талант».
В том же году Моррис сыграл вторые главные роли в военной мелодраме «Подводная лодка Д-1» (1937) с участием Пэта О’Брайена и Джорджа Брента, а также в своём первом вестерне «Земля вне закона» (1937) с Диком Фораном.
В 1938 году Моррис сыграл главные роли в пяти фильмах, среди которых три романтические комедии, в которых его партнёршей была Присцилла Лейн — «Братец крыса» (1938), «Мужики — такие тупицы» (1938), где также сыграл Богарт, и «Любовь, честь и поведение» (1938). Вместе с Клер Тревор Моррис сыграл в приключенческом фильме «Долина гигантов» (1938), и кроме того, у него была главная роль в неудавшейся боксёрской комедии «Кид возвращается» (1938). Год спустя Моррис ещё раз сыграл боксёра в более успешной комедии «Кид из Кокомо» (1939), где у него были такие сильные партнёры, как Пэт О’Брайен и Джоан Блонделл. Моррис также сыграл в неудачном фильме ужасов «Возвращение доктора Икс» (1939) с Богартом в заглавной роли, которую Богарт называл худшей ролью в своей карьере.
В 1940 году у Морриса было семь картин, и во всех он играл главные роли. Однако большинство из них были малопримечательными фильмами категории В. В частности, он продолжил сотрудничество с Присциллой Лейн в комедии «Братец крыса и ребёнок» (1940), сыграл с Джейн Уаймен в мелодраме «Азартная игра в открытом море» (1940), а также снялся в романтической комедия «Ангелы полёта» (1940), в которой его партнёрами были Вирджиния Брюс, Деннис Морган и Ральф Беллами. Во время работы над последней картиной Моррис серьёзно заинтересовался авиацией и научился самостоятельно управлять самолётом.
В 1941 году Моррис сыграл одну из главных ролей в военной мелодраме «Мне нужны крылья» (1941) с участием таких звёзд, как Рэй Милланд, Уильям Холден и Брайан Донлеви. Он также получил главную роль в детективной комедии «Улыбающийся призрак» (1941) с Брендой Маршалл и Алексис Смит. В том же году Моррис появился в своём втором вестерне «Негодяи Миссури» (1941), представ в образе Боба Янгера, одного из трио братьев-бандитов (двух других братьев сыграли Деннис Морган и Артур Кеннеди).

## Служба во время Второй мировой войны
Накануне войны Моррис вступил в резерв Военно-морских сил, и в 1942 году оставил на время кинокарьеру, став пилотом палубного истребителя на борту авианосца «Эссекс». В декабре 1944 года в новостях Associated Press сообщалось, что за время службы Моррис совершил 57 воздушных вылетов, сбив семь японских истребителей, а также потопив судно сопровождения и зенитную канонерскую лодку. Он также принимал участие в операциях, в ходе которых была потоплена подводная лодка, а также повреждены тяжелый крейсер и минный заградитель. За свои боевые заслуги Моррис был награждён четырьмя Крестами лётных заслуг и двумя Медалями военно-воздушных сил. Он закончил службу в ранге капитан-лейтенанта.

## Карьера после Второй мировой войны
После окончания войны Моррис вернулся на Warner Brothers, однако в течение года не получал никакой работы. Наконец, его отдали в аренду на студию 20th Century Fox для съёмок в фильме «Глубокая долина» (1947). В этой картине с участием Айды Лупино и Дейна Кларка ему досталась одна из главных ролей дорожного инженера и хорошего парня, влюблённого в героиню. В том же году он сыграл вторую главную роль при Рональде Рейгане в романтической комедии Warner Brothers «Голос черепахи» (1947).
Год спустя Моррис сыграл роль бывшего футболиста, ставшего священником, в малопримечательном фильме нуар «Большой удар» (1948), в котором его партнёрами были Гордон Макрэй и Лоис Максвелл . Второй картиной Морриса в этом году стала комедийная мелодрама «Время твоей жизни» (1948) с участием Джеймса Кэгни и Уильяма Бендикса. После этого у Морриса была роль второго плана в военной мелодраме с Гэри Купером «Спецотряд» (1949), а также в комедии с Дэвидом Нивеном и Джейн Уаймен «Поцелуй в темноте» (1949). Он также сыграл роль второго плана в комедии с Рейганом «Джон любит Мэри» (1949) и главную роль в паре с Дженис Пейдж в криминальной комедии «Дом на другой стороне улицы» (1949).
Начиная с 1949 года, Моррис сыграл главные роли в целой серии вестернов, в частности, предстал в образе Коула Янгера в фильме «Братья Янгеры» (1949), сыграл в аренде на студии Columbia Pictures в фильме «Этап в Тусон» (1950), где его партнёром был другой киноковбой Род Камерон, а также на студии Monogram Pictures в вестерне «Проход через Сьерру» (1950) и вместе с Джоном Айрлендом и Лоуренсом Тирни в независимом вестерне «Бродяги» (1951). Параллельно с вестернами Моррис сыграл вторую главную роль в паре с Пэтом О’Брайеном в фильме нуар «Одноглазый Джонни» (1950), а также в приключенческих фильмах «Тем жёстче они приходят» (1950) и «Большой фонтан» (1951), в обоих фильмах его партнёром был Престон Фостер.
В 1952 году студия Republic Pictures сняла Морриса в вестерне «Преследование в пустыне» (1952), памятном скачками на верблюдах по пустыне на Юго-западе США. С декабря 1952 года до конца 1954 года Моррис играл на студии Allied Artists в своей первой и последней серии киновестернов, начавшейся фильмом «Звезда Техаса» (1953). За ним последовали фильмы «Снайпер» (1953), «Сражающийся представитель закона» (1953), «Негодяй из Техаса» (1953), «Отчаянный» (1954) и «Два пистолета и значок» (1954). Среди них лучшим был «Отчаянный», который имел необычную для фильмов категории В продолжительность в 82 минуты. Как утверждает историк кино Джон Хопвуд, это была последняя серия низкобюджетных вестернов, которые были столпом киноиндустрии на протяжении полувека, а «Два пистолета и значок» (1954) часто называют последним вестерном категории В, который произвёл Голливуд.
После этого Моррис вернулся на Warner Bros, где играл вторую скрипку при Рэндольфе Скотте в вестерне «Охранник дилижансов» (1954). Затем на студии Allied Artists он снялся в социальной драме «Адский порт» (1954) в качестве актёра второго плана при Дейне Кларке, а также сыграл в последнем фильме из серии про Бомбу, мальчика из джунглей, в приключенческой ленте «Хозяин джунглей» (1955). В этот период он также работал на студии Republic Pictures, исполнив главные роли в криминальной мелодраме «Зелёный Будда» (1954) и мелодраме про контрабандистов «Через канал» (1955). В 1954—1956 годах Моррис успел также сняться в двух картинах в Великобритании — шпионском триллере Сая Эндфилда «Генеральный план» (1954) и в криминальном триллере Теренса Фишера «Банда Гелигнайта» (1956).
Самой престижной актёрской работой Морриса в конце карьеры стала роль трусливого лейтенанта Роже «в первом шедевре Стэнли Кубрика», военной драме «Тропы славы» (1957) с Кирком Дугласом в главной роли. По мнению Хопвуда, «это был последний выдающийся фильм Морриса». Как полагает киновед Джим Бивер, «чудесная игра Морриса в этом фильме могла бы дать новый толчок развитию его карьеры». Он также сыграл члена банды в качественном нуарном экшне об ограблении «Дорогой воровства» (1957), который поставил режиссёр Хьюберт Корнфилд. Историк кино Майкл Кини высоко оценил картину за напряжённость и саспенс, а также за «хорошую актёрскую игру, напряжённый сценарий и потрясающий финал» , а Деннис Шварц назвал картину «выдающимся низкобюджетным нуаром об ограблении» и «очень увлекательным фильмом».
В 1957 году Моррис также попробовал свои силы на бродвейской сцене, сыграв вышедшего в тираж бывшего чемпиона по боксу в драме по пьесе Уильяма Сарояна «Пещерные люди».

## Карьера на телевидении
Начиная с 1955 года и вплоть до своей смерти в 1959 году Моррис активно работал на телевидении, сыграв в 47 эпизодах 27 различных телесериалов, среди которых «Театр Деймона Раниона» (1955), «Театр научной фантастики» (1956), «Дымок из ствола» (1958), «Мэверик» (1958), «Караван повозок» (1958), «Альфред Хичкок представляет» (1959), «Бэт Мастерсон» (1959), «Бронко» (1959), «Приключения Оззи и Харриет» (1959) и «Приключения в раю» (1960)..
В 1956 году в 16 эпизодах драматического телесериала «Приключения Большого человека» (1956) Моррис играл главную роль сотрудника по связям с общественностью крупного лондонского универмага, который готов разобраться с любой сложной ситуацией.

## Актёрское амплуа и оценка творчества
Моррис был высокого роста и крепкого телосложения, со светлыми волосами и открытым приветливым лицом, что делало его идеальным кандидатом на роли добрых и приятных, хотя и не всегда самых смышлёных парней. В начале карьеры он обратил на себя внимание, сыграв заглавную роль молодого перспективного боксёра в престижной драме «Кид Галахад» (1937), после чего последовали многочисленные главные роли в фильмах категории В. В 1942 году с началом Второй мировой войны, Моррис прервал кинокарьеру и пошёл служить лётчиком, показав себя настоящим героем. После окончания войны Моррис вернулся в кино, но четыре года отсутствия серьёзно повредили его актёрской карьере. Он продолжал играть главные роли в фильмах, но картины по большей части были низкого качества. В середине 1950-х годов Моррис запомнился как главный герой серии низкобюджетных вестернов. Продолжая много работать вплоть до своей скоропостижной смерти, Моррис запомнился по таким фильмам, как «Глубокая долина» (1947), «Охранник дилижансов» (1954), «Тропы славы» (1957) и «Дорогой воровства» (1957).

## Личная жизнь
Моррис был женат дважды. В 1939 году он женился на наследнице табачной империи Леоноре (Бабблз) Шинази (англ. Leonora (Bubbles) Schinasi). У пары родился один ребёнок, однако в 1940 году брак распался. Леонора позднее вышла замуж за продюсера Артура Хорнблоу. Восемнадцать месяцев спустя, в 1942 году Моррис женился на 19-летней Патрисии Энн О’Рурк (англ. Patricia Ann O'Rourke), которая была членом Олимпийской команды по плаванию и сестрой актрисы Пегги Стюарт. В этом браке Моррис прожил до своей смерти в 1959 году. В браке родилось двое детей.

## Смерть
Уэйн Моррис умер 14 сентября 1959 года в возрасте 45 лет от коронарной окклюзии на борту авианосца USS Bon Homme Richard (CV-31) в Окленде, Калифорния. Во время посещения авианосца в заливе Сан-Франциско Моррис перенёс сильнейший инфаркт, и в Военно-морском госпитале в Окленде была констатирована его смерть.
Невпечатляющий низкобюджетный вестерн «Стрелок из Буффало» (1961), произведённый неизвестной студией Globe в 1958 году и выпущенный на экраны в 1961 году, стал его последней картиной.

## Фильмография
| Год  |    | Русское название                    | Оригинальное название                  | Роль                                                            |
| ---- | -- | ----------------------------------- | -------------------------------------- | --------------------------------------------------------------- |
| 1936 | ф  | А вот и Картер                      | Here Comes Carter                      | Билл                                                            |
| 1936 | ф  | Китайский клипер                    | China Clipper                          | навигатор на клипере                                            |
| 1936 | ф  | Король хоккея                       | King of Hockey                         | Билл «Джамбо» Маллинс                                           |
| 1936 | ф  | Поло Джо                            | Polo Joe                               | зритель (в титрах не указан)                                    |
| 1937 | ф  | Под южными звёздами                 | Under Southern Stars                   | Даллас                                                          |
| 1937 | ф  | Кид Галахад                         | Kid Galahad                            | Уорд Гуйзенберри / Кид Галахэд                                  |
| 1937 | ф  | Земля вне закона                    | Land Beyond the Law                    | Дейв Мэсси (в титрах) / Дейв Сеймур                             |
| 1937 | ф  | Подводная лодка Д-1                 | Submarine D-1                          | «Сок» Макгиллис                                                 |
| 1937 | ф  | Став доктором                       | Once a Doctor                          | моряк в «Нирване» (в титрах не указан)                          |
| 1937 | ф  | Умная блондинка                     | Smart Blonde                           | клерк на стойке железнодорожной информации (в титрах не указан) |
| 1938 | ф  | Кид возвращается                    | The Kid Comes Back                     | Раш Конуэй                                                      |
| 1938 | ф  | Братец крыса                        | Brother Rat                            | Билли Рэндольф                                                  |
| 1938 | ф  | Любовь, честь и поведение           | Love, Honor and Behave                 | Тед Пейнтер                                                     |
| 1938 | ф  | Мужики — такие тупицы               | Men Are Such Fools                     | Джимми Холл                                                     |
| 1938 | ф  | Долина титанов                      | Valley of the Giants                   | Билл Кардиган                                                   |
| 1938 | ф  | Туда, где начинаются звёзды         | Out Where the Stars Begin              | Уэйн Моррис (в титрах не указан)                                |
| 1939 | ф  | Парень из Кокомо                    | The Kid from Kokomo                    | Гомер Бэстон                                                    |
| 1939 | ф  | Возвращение доктора Икс             | The Return of Doctor X                 | Уолтер Гарретт                                                  |
| 1940 | ф  | Ангел из Техаса                     | An Angel from Texas                    | Мак Макклюр                                                     |
| 1940 | ф  | Братец крыса и ребёнок              | Brother Rat and a Baby                 | Билли Рэндольф                                                  |
| 1940 | ф  | Двойное алиби                       | Double Alibi                           | Стивен Уэйн                                                     |
| 1940 | ф  | Ангелы полёта                       | Flight Angels                          | Арти Диксон                                                     |
| 1940 | ф  | Азартные игры в открытом море       | Gambling on the High Seas              | Джим Картер                                                     |
| 1940 | ф  | Леди должны жить                    | Ladies Must Live                       | Кори Лейк                                                       |
| 1940 | ф  | Куотербек                           | The Quarterback                        | Джимми Джонс, Билли Джонс                                       |
| 1941 | ф  | Негодяи из Миссури                  | Bad Men of Missouri                    | Боб Янгер                                                       |
| 1941 | ф  | Мне нужны крылья                    | I Wanted Wings                         | Том Кэссиди                                                     |
| 1941 | ф  | Улыбающийся призрак                 | I The Smiling Ghost                    | Лаки Даунинг                                                    |
| 1941 | ф  | Трое сыновей при оружии             | I Three Sons o' Guns                   | Чарли Паттерсон                                                 |
| 1947 | ф  | Глубокая долина                     | I Deep Valley                          | Джефф Баркер                                                    |
| 1947 | ф  | Голос черепахи                      | I The Voice of the Turtle              | коммандер Нед Бёрлинг                                           |
| 1948 | ф  | Большой удар                        | I The Big Punch                        | Крис Торгенсон                                                  |
| 1948 | ф  | Время твоей жизни                   | I The Time of Your Life                | Том                                                             |
| 1949 | ф  | Дом через улицу                     | I The House Across the Street          | Дейв Джослин                                                    |
| 1949 | ф  | Джон любит Мэри                     | John Loves Mary                        | лейтенант Виктор О’Лири                                         |
| 1949 | ф  | Поцелуй во тьме                     | A Kiss in the Dark                     | Брюс Арнольд                                                    |
| 1949 | ф  | Спецотряд                           | I Task Force                           | Маккинни                                                        |
| 1949 | ф  | Братья Япгеры                       | I The Younger Brothers                 | Коул Янгер                                                      |
| 1950 | ф  | Одноглазый Джонни                   | I Johnny One-Eye                       | Дейн Кори                                                       |
| 1950 | ф  | Этап в Тусон                        | Stage to Tucson                        | Барни Бродерик                                                  |
| 1950 | ф  | Тем жёстче они приходят             | The Tougher They Come                  | Билл Шоу                                                        |
| 1950 | ф  | Проход через Сьерру                 | Sierra Passage                         | Джонни Йорк                                                     |
| 1950 | ф  | Проход через Сьерру                 | Sierra Passage                         | ассоциированный продюсер                                        |
| 1951 | ф  | Бродяги                             | The Bushwhackers                       | маршал Джон Хардинг                                             |
| 1951 | ф  | Жёлтый плавник                      | Yellow Fin                             | Майк Донован                                                    |
| 1951 | ф  | Жёлтый плавник                      | Yellow Fin                             | ассоциированный продюсер                                        |
| 1951 | ф  | Большой фонтан                      | The Big Gusher                         | Кенни Блейк                                                     |
| 1952 | ф  | Арктический полёт                   | Arctic Flight                          | Майк Вин                                                        |
| 1952 | ф  | Погоня в пустыне                    | Desert Pursuit                         | Форд Смит                                                       |
| 1952 | ф  | Погоня в пустыне                    | Desert Pursuit                         | ассоциированный продюсер                                        |
| 1953 | ф  | Сражающийся представитель закона    | Fighting Lawman                        | помощник маршала Джим Бёрк                                      |
| 1953 | ф  | Стрелок                             | The Marksman                           | помощник маршала Джим Бёрк                                      |
| 1953 | ф  | Звезда Техаса                       | Star of Texas                          | техасский рейнджер Эд Райан / Роберт Ларкин                     |
| 1953 | ф  | Негодяи из Техаса                   | Texas Bad Man                          | Уолт                                                            |
| 1953 | ф  | Отчаянный                           | The Desperado                          | Сэм Гарретт                                                     |
| 1954 | ф  | Адский порт                         | Port of Hell                           | Стенли Пович                                                    |
| 1954 | ф  | Охранник дилижансов                 | Riding Shotgun                         | помощник шерифа Таб Мёрфи                                       |
| 1954 | ф  | Два пистолета и значок              | Two Guns and a Badge                   | помощник шерифа Джим Блейк                                      |
| 1954 | ф  | Зелёный Будда                       | The Green Buddha                       | Гэри Холден                                                     |
| 1954 | ф  | Генеральный план                    | The Master Plan                        | майор Томас Брент                                               |
| 1955 | ф  | Одинокий след                       | The Lonesome Trail                     | Денди Дейтон                                                    |
| 1955 | ф  | Хозяин джунглей                     | Lord of the Jungle                     | Джефф Вуд                                                       |
| 1955 | ф  | Через канал                         | Cross Channel                          | Текс Паркер                                                     |
| 1955 | с  | Театр Деймона Раниона               | Damon Runyon Theater                   | Гарри Брэкен (1 эпизод)                                         |
| 1955 | с  | Путь мира                           | The Way of the World                   | (5 эпизодов)                                                    |
| 1955 | с  | Правосудие                          | Justice                                | (1 эпизод)                                                      |
| 1956 | ф  | Банда Гелигнайта                    | The Gelignite Gang                     | Джимми Бакстер                                                  |
| 1956 | с  | Приключения Большого человека       | The Adventures of the Big Man          | Билл Пирс (16 эпизодов)                                         |
| 1956 | с  | Телевизионный театр «Форда»         | The Ford Television Theatre            | лейтенант Эд Винсент (1 эпизод)                                 |
| 1956 | с  | Театр научной фантастики            | Science Fiction Theatre                | капитан Стив Конуэй (1 эпизод)                                  |
| 1957 | ф  | Искривлённое небо                   | The Crooked Sky                        | Майк Конлин                                                     |
| 1957 | ф  | Тропы славы                         | Paths of Glory                         | лейтенант Роже                                                  |
| 1957 | ф  | Дорогой воровства                   | Plunder Road                           | Коммандо Мансон                                                 |
| 1957 | с  | Кольт 45-го калибра                 | Colt .45                               | Джим Джерард (1 эпизод)                                         |
| 1958 | тф | Корпорация «Личный доклад»          | Personal Report, Inc.                  | Лоренс Холмс                                                    |
| 1958 | с  | «Дженерал моторз» представляет      | General Motors Presents                | (1 эпизод)                                                      |
| 1958 | с  | Дымок из ствола                     | Gunsmoke                               | Нэт (1 эпизод)                                                  |
| 1958 | с  | Мэверик                             | Maverick                               | Пит Стиллман (1 эпизод)                                         |
| 1958 | с  | Официальный детектив                | Official Detective                     | Холмс (1 эпизод)                                                |
| 1958 | с  | Караван повозок                     | Wagon Train                            | Уилл Хардисти (1 эпизод)                                        |
| 1958 | с  | Представитель закона                | Lawman                                 | Тод Хоган (1 эпизод)                                            |
| 1959 | с  | Театр 90                            | Playhouse 90                           | (1 эпизод)                                                      |
| 1959 | с  | Приключения Оззи и Харриет          | The Adventures of Ozzie and Harriet    | капитан Чарли Хэтэуэй (1 эпизод)                                |
| 1959 | с  | Альфред Хичкок представляет         | Alfred Hitchcock Presents              | Брет Джонсон (1 эпизод)                                         |
| 1959 | с  | Бронко                              | Bronco                                 | Клит Рейнор (1 эпизод)                                          |
| 1959 | с  | Дальнейшие приключения Эллери Куина | The Further Adventures of Ellery Queen | (1 эпизод)                                                      |
| 1959 | с  | Разыскивается живым или мёртвым     | Wanted: Dead or Alive                  | мэр Барни Пэкс (1 эпизод)                                       |
| 1959 | с  | Бэт Мастерсон                       | Bat Masterson                          | Мейс Померой (1 эпизод)                                         |
| 1959 | с  | Ритмы Бурбон-стрит                  | Bourbon Street Beat                    | Артур Вайнер (1 эпизод)                                         |
| 1960 | с  | Приключения в раю                   | Adventures in Paradise                 | Сэм Эгню (1 эпизод)                                             |
| 1960 | с  | Новое комедийное шоу                | New Comedy Showcase                    | шериф Сэм Клоггетт (1 эпизод)                                   |
| 1961 | ф  | Стрелок из Буффало                  | Buffalo Gun                            | Роч                                                             |